# Batomys granti
Batomys granti е вид гризач от семейство Мишкови (Muridae). Видът е почти застрашен от изчезване.

## Разпространение
Разпространен е във Филипини.

## Описание
На дължина достигат до 20,4 cm, а теглото им е около 169,5 g.
Популацията на вида е намаляваща.